# 롄이밍
롄이밍(중국어 간체자: 连奕名, 정체자: 連奕名, 병음: Lián Yìmíng, 한자음: 연혁명, 1972년 7월 7일 ~ )은 중국의 배우이다.

## 출연작

### 드라마
- 2017년 저장 위성 텔레비전 중국람극장 《삼생삼세 십리도화》 - 경창 역
- 2018년 후난위성텔레비전 금응독파극장 《원대전정》 - 왕위차오 역
- 2019년 중국중앙텔레비전 황금강당극장 《밀사》 - 후무슝 역
- 2020년 장쑤 위성 텔레비전 행복극장 《결승법정》 - 마력행 역
- 2020년 중국중앙텔레비전 제일특약극장 《스치하이》 - 좡쥐빈 역
- 2020년 중국중앙텔레비전 제일특약극장 《최미역행자》 - 왕주임 역
- 2020년 중국중앙텔레비전 제일특약극장 《과과압록강》 - 이극농 역
- 2022년 텐센트 웹드라마 《비호외전》 - 건륭 역